# Aksel Sandemose
Aksel Sandemose (Nykøbing Mors, Dinamarca, 18 de março de 1899 — Copenhaga, Dinamarca, 6 de agosto de 1965) foi um escritor dinamarquês-norueguês.

Ficou conhecido, por ter formulado a Lei de Jante (em norueguês e dinamarquês: Janteloven) que codifica a tendência do coletivo desvalorizar todo aquele que é diferente ou que tem mais êxito do que os outros.